# Sankt Andreas kyrka, Kiev
Sankt Andreas kyrka (ukrainska: Андрiївська церква; ryska: Андреевская церковь) är en ukrainsk-ortodox barockkyrka belägen i Ukrainas huvudstad Kiev. 
Kyrkan uppfördes mellan 1747 och 1754 efter ritningar av den italienske arkitekten Bartolomeo Rastrelli, och kallas ibland felaktigt katedral.
Sedan 26 januari 2009 har kyrkan varit uppsatt på Ukrainas tentativa världsarvslista som en del i en utvidgning av världsarvet Sankta Sofiakatedralen och Petjerskaklostret i Kiev.

## Platsen
Kyrkan ligger uppe på en brant höjd med utsikt över den gamla stadsdelen Podil. Höjden har fått sitt nuvarande namn efter kyrkan - Andrijivskyjsluttningen.
Då kyrkan står överst på en höjd har grunden under kyrkan börjat förskjutas vilket skapat en del oro för att kyrkans grunder kan kollapsa. Sprickor har redan börjat synas i grunden och en del av kyrkans dekorationer har fallit ner och hittats i närheten av kyrkan.
Sankt Andreas kyrka tillägnades Andreas, en av kristendomens apostlar. Enligt Nestorskrönikan kom aposteln Andreas till floden Dneprs sluttningar i slutet av första århundradet och reste ett kors på platsen där kyrkan står. Han profeterade där att det då glest befolkade området skulle bli en stor kristen stad. Precis som han förutsade kom platsen att utvecklas till staden Kiev som blev ett tidigt centrum för den östortodoxa kristendomen.
År 1086 lät Kievrikets regent Vsevolod I bygga en liten kyrka tillägnad Andreas resande av korset. 1215 byggde prins Mystyslav av Halych Upphöjelsen av korsets kyrka inte långt därifrån: denna kyrka överlevde dock inte den mongoliska invasionen av Kievriket 1240. Från denna tid och framåt byggdes träkyrkor där Upphöjelsen av korsets kyrka stått, men även dessa förstördes och ersattes av nya kyrkor.
1690 flyttades en kyrka som var konsekrerad till Sankt Andreas från Brethrens kloster i Podil till Andrijivskyjsluttningen. Den stod dock bara fram till 1725 innan även den revs.

## Historia

### Byggandet

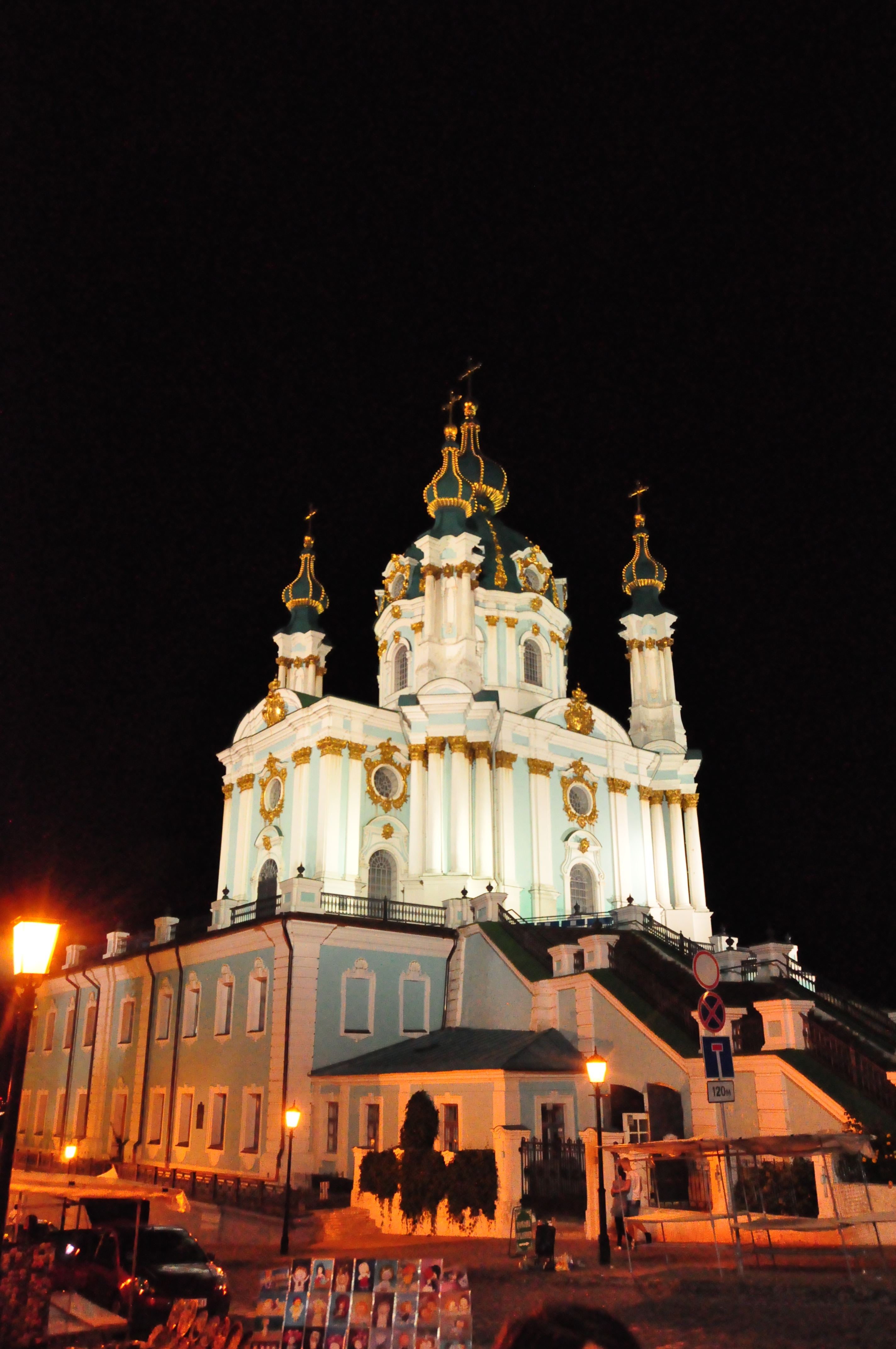
Kyrkan under nattetid.

Den nuvarande kyrkans historia börjar när den ryska kejsarinnan Elisabet bestämde sig för att uppföra ett sommarresidens till sig själv i Kiev bestående av ett palats och en kyrka. Palatset var tänkt att byggas i stadsdelen Pechersk och kyrkan vid Andrijivskyjsluttningen. Byggandet startade efter en officiell ceremoni den 9 september 1744, vilken bestod i att kejsarinnan själv lade de första tre grundstenarna.
Petersburgs byggnadskansli anlitade först den tyska arkitekten Johann-Gottfried Schedel och ingenjör de Bocket för att skapa ett utkast till ritningar för kyrkan. När Schedel presenterade sitt projekt 1745, förkastade dock kansliet det. Schedel ersattes av imperiets hovarkitekt Bartolomeo Rastrelli, som gjorde en ritning som var löst baserad på en kyrka i Sankt Petersburg.
Byggandet genomfördes av ett lag med ukrainska, ryska och utländska byggmästare under ledning av arkitekt Ivan Michurin, som tidigare framgångsrikt ersatt den äldre Uppståndelsekyrkan på Kvinnornas torg (Babij torzjok) i Moskva. Michurin var ansvarig för att genomföra alla tekniska och geologiska undersökningar av platsen och upptäckte att en hård alv fanns från 13–14 meter och längre ner vilket gjorde grunderna penetrerades av grundvatten. Med denna information gjorde Michurin en stengrund och anslöt den till den två våningar höga prästgården, ritad av Rastrelli.
I. Vlasiev och Kievs generalguvernör M. Leontev fick i uppdrag att anlita murare, snickare och träsnidare från områden som nu ligger i Vitryssland, Litauen och Ukraina. Vit och röd tegel till kyrkan gjordes på tegelfälten vid Sofiakatedralen i Kiev, Petjerskaklostret och Kyrillos kloster. Grundstenen levererades av garnisonssoldater från närliggande städerna Rzhyschiv och Bucha, medan träet kom från skogarna i Puscha-Vodytsia. Även infanteriregementen från Kiev, Chernihiv, Starodub och Poltava var involverade i kyrkobyggandet. Utöver detta skickade Petjerskaklostret 50 av sina bästa murare för att arbeta på kyrkan.
Både den externa och interna dekorationen i kyrkan gjordes vid samma tid. Golvplattor i gjutjärn levererades från Moskva. Former gjordes för kyrkans fönster, dörrar, väggar och för utrymmet under kupolen. Den planerade ikonostasen, ritad av Rastrelli, tillverkades  också under denna tid. Träet till ikonostasen, altarkoret, predikstolen och tsarens plats snidades i Sankt Petersburg för att spara tid. Ikonostasen genomfördes av konstnärer från Sankt Petersburg. Till interiörens förgyllning användes 1 028 guldplattor.
Exteriörarbetena stod klara 1754, medan interiörarbetena och dekoreringen färdigställdes först 1767. Målarna Oleksiy Antropov och I. Vyshniakov gjorde kyrkans målningar, och fresken gjordes av de ukrainska mästarna I. Romenskyi och I. Chaikovskyi. En planerad ramp till kyrkans entré blev inte av; istället byggdes en trätrappa på grund av den branta lutningen. Trätrappan ersattes 1844 av en trappa i gjutjärn.

### Restaurering
Då kejsarinnan planerade att själv ansvara för kyrkan har kyrkan ingen församling och det finns inget klocktorn för att kalla till gudstjänst; Elisabet dog dock innan kyrkan hann färdigställas. Efter hennes död hade det kejserliga hovet inget intresse för kyrkan och den lämnades därmed utan medel. Under en tid existerade kyrkan tack vare privata och frivilliga bidrag från personer som Andrey Muraviov. 1768 överläts kyrkan till Kievs stadsduma.
1815 slet en storm av kyrkans kupoler; efter stormen behövde kyrkan en fullständig renovering. Året därpå gjorde arkitekten A. Melensky en ritning för fasaden och skickade den till Sankt Petersburg för beaktande. 1825-1828 restaurerades Sankt Andreas kyrka baserat på Malenskys ritningar. Det röda kaklet ersattes med metall, vilket resulterade i att kupolen förlorade en del dekor och fick ett förändrat utseende.

### Dagens användning

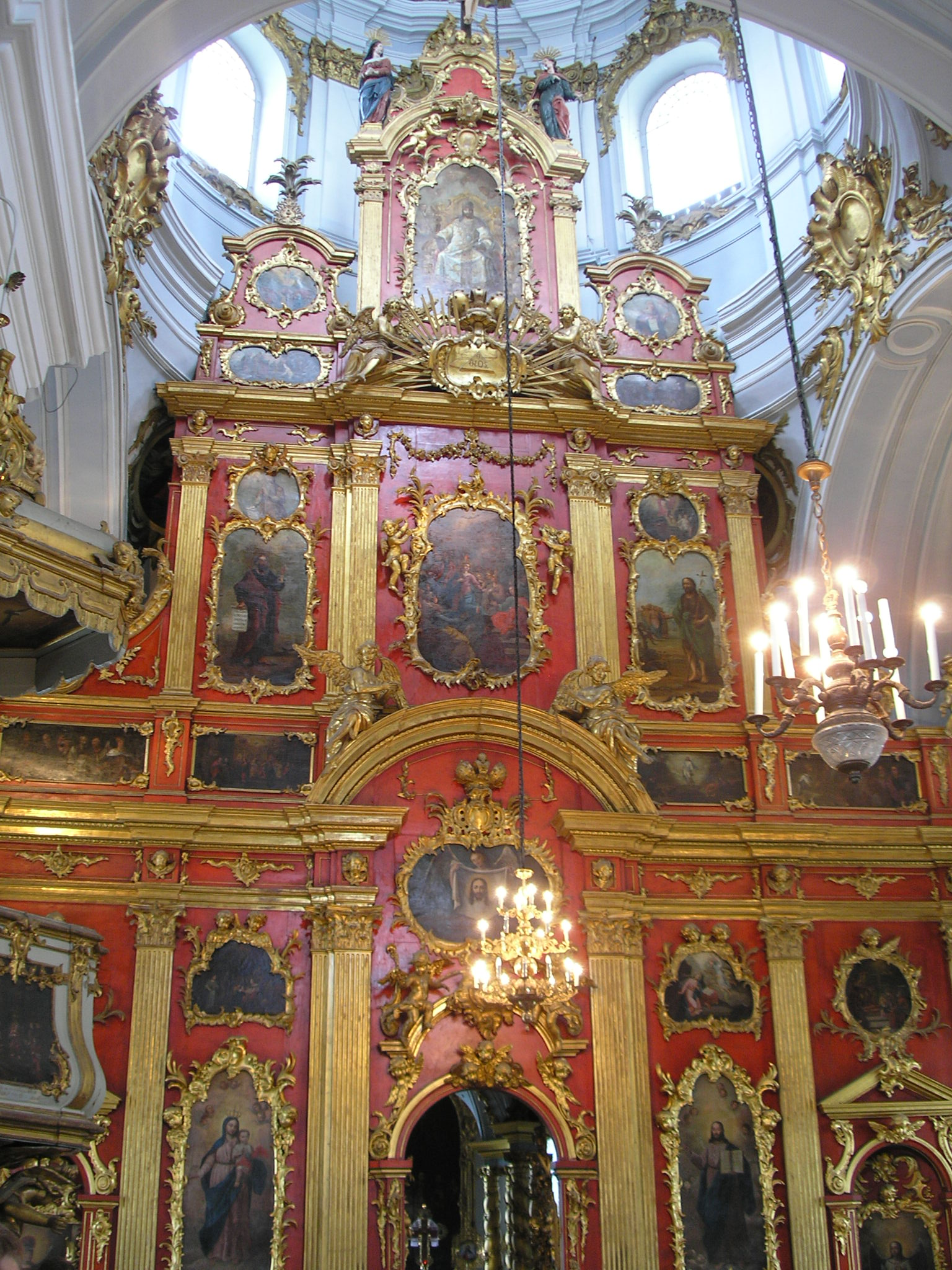
Den tre-delade ikonostasen av Bartolomeo Rastrelli. Träarbetet gjordes av träsnidarna Joseph Domash, Andrey Karlovsky och Matvey Manturov.

Från 1917 till 1953 gjordes många restaureringar av grunderna till kyrkan. Dessutom restaurerades kyrkans fasad, interiör och dekorationer. Från tiden då kyrkan invigdes fram till 1932, då Sovjets ledning beordrade att kyrkan skulle stängas, hölls gudstjänster där regelbundet. 1935 inkluderades kyrkan i det historiska och kulturella bevarandet "All-Ukrainas museiområde." Under en tid efter 1939 låg Sankta Sofias antireligiösa museum inom kyrkans gränser. Under andra världskriget återupprättades de regelbundna gudstjänsterna, men kyrkan stängdes åter 1961.
Vid flera tillfällen fram till 1992 hyrdes kyrkans stylobat ut till olika organisationer; 1992 togs stylobaten över av Kievs ecklesiastiska seminarium som tillhörde Ukrainsk-ortodoxa kyrkans Kievpatriarkat. Den 10 januari 1968 inkluderades kyrkan i Statens arkitektoniska och historiska skyddsområde "Sankta Sofia museum." 10 september samma år öppnades kyrkan som ett historiskt och arkitektoniskt museum.
I början av 1960-talet upptäcktes Rastrellis originalritningar av barockkupolerna i Wien. 1970 efterfrågade Sankta Sofias museum originalen från museet Albertina i Wien, och 1978 restaurerade man kyrkans kupoler under ledning av arkitekt V. Korneyeva baserad på Rastrellis ritningar. Sedan 1987 ingår kyrkan i nationella bevarandeområdet "Sankta Sofia av Kiev" och används ibland för gudstjänster av Ukrainska autokefala ortodoxa kyrkan. På 255-årsjubileet av kyrkans byggande överförde Ukrainas president ägandet från staten till Ukrainska autokefala ortodoxa kyrkan.

## Arkitektur och bevarande
Sankt Andreas kyrka byggdes på en 15 meter hög stylobatgrund, som från östra sidan går utför och på västsidan har en två våningar hög byggnad. Kyrkan består av en kupol och fem små dekorativa spiror. Från den yttre fasaden dekoreras kyrkan med korintiska kolonner och andra dekorativa inslag. Fönstren och dörrarna har dekorerats med ornament.
Då kyrkan står överst på en höjd har problemen med grunden varit det som främst oroat bevarare. På senare tid har grunderna under kyrkan börjat förskjutas vilket skapat en del oro att kyrkans grunder kan kollapsa. Sprickor har redan börjat synas i grunden vilket gjort att en speciell kommitté satts ihop av ministern för nödsituationer, Nestor Shufrich.
Enligt ministeriet för nödsituationer kommer undersökningar på byggnadens grunder och dess konstruktion genomföras med hjälp av Byggministeriet, Kievs stadsadministration och ministeriet för nödsituationer i staden Kiev.

## Bilder

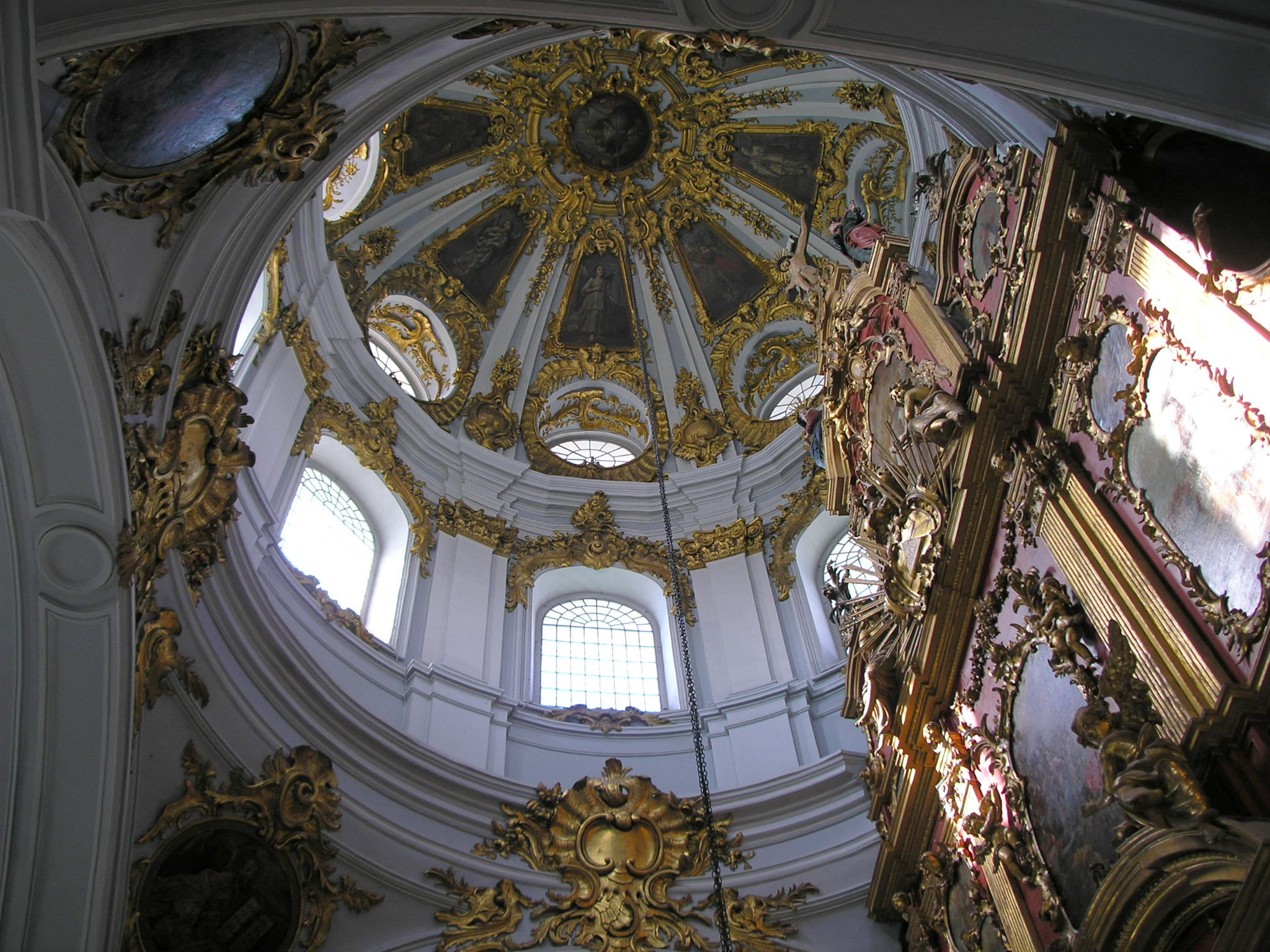
Vy över den centrala kupolen med ikonostasen.
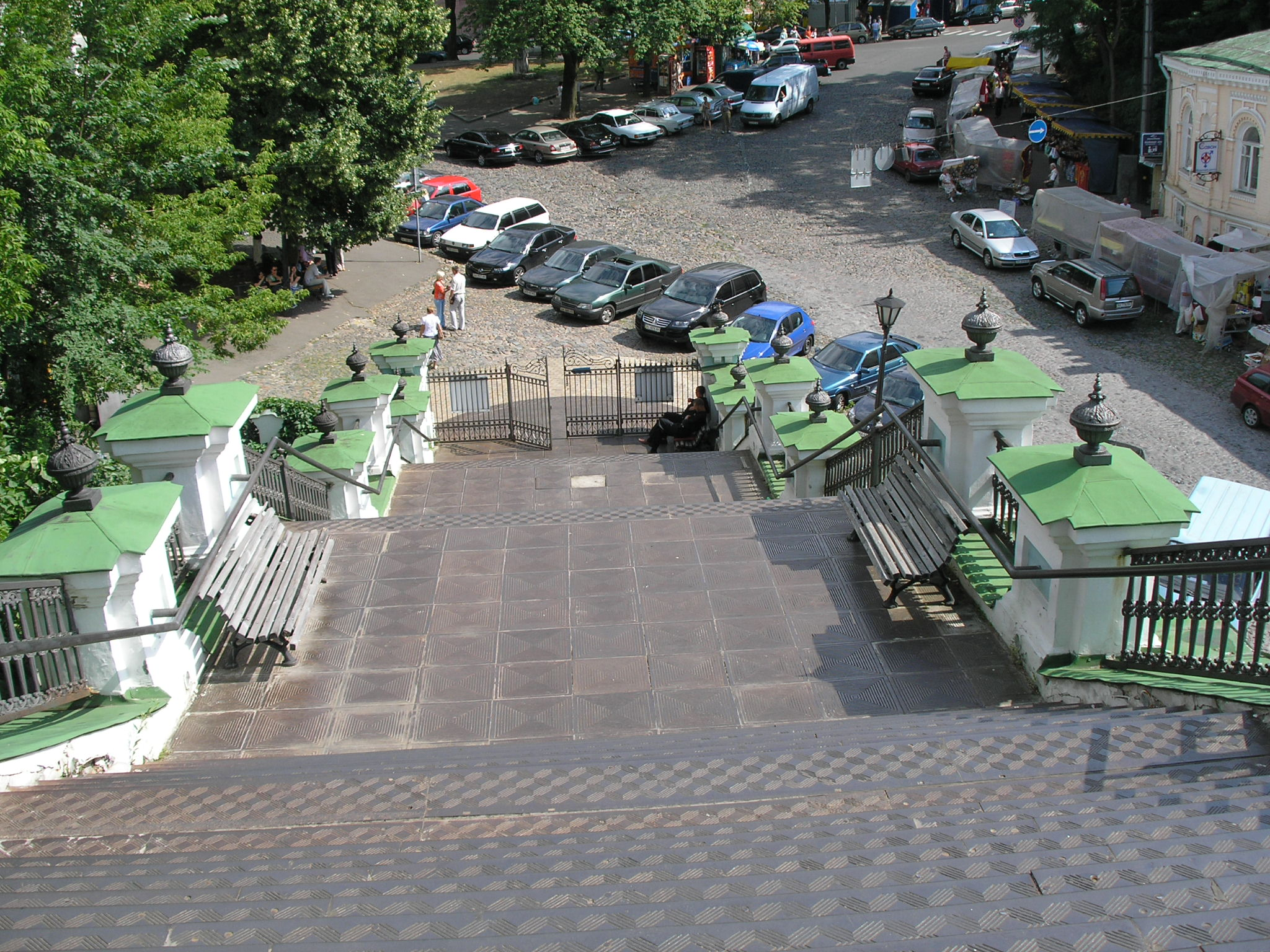
Gjutjärnstrappan som leder upp till kyrkan från Andrijivskyjsluttningen.
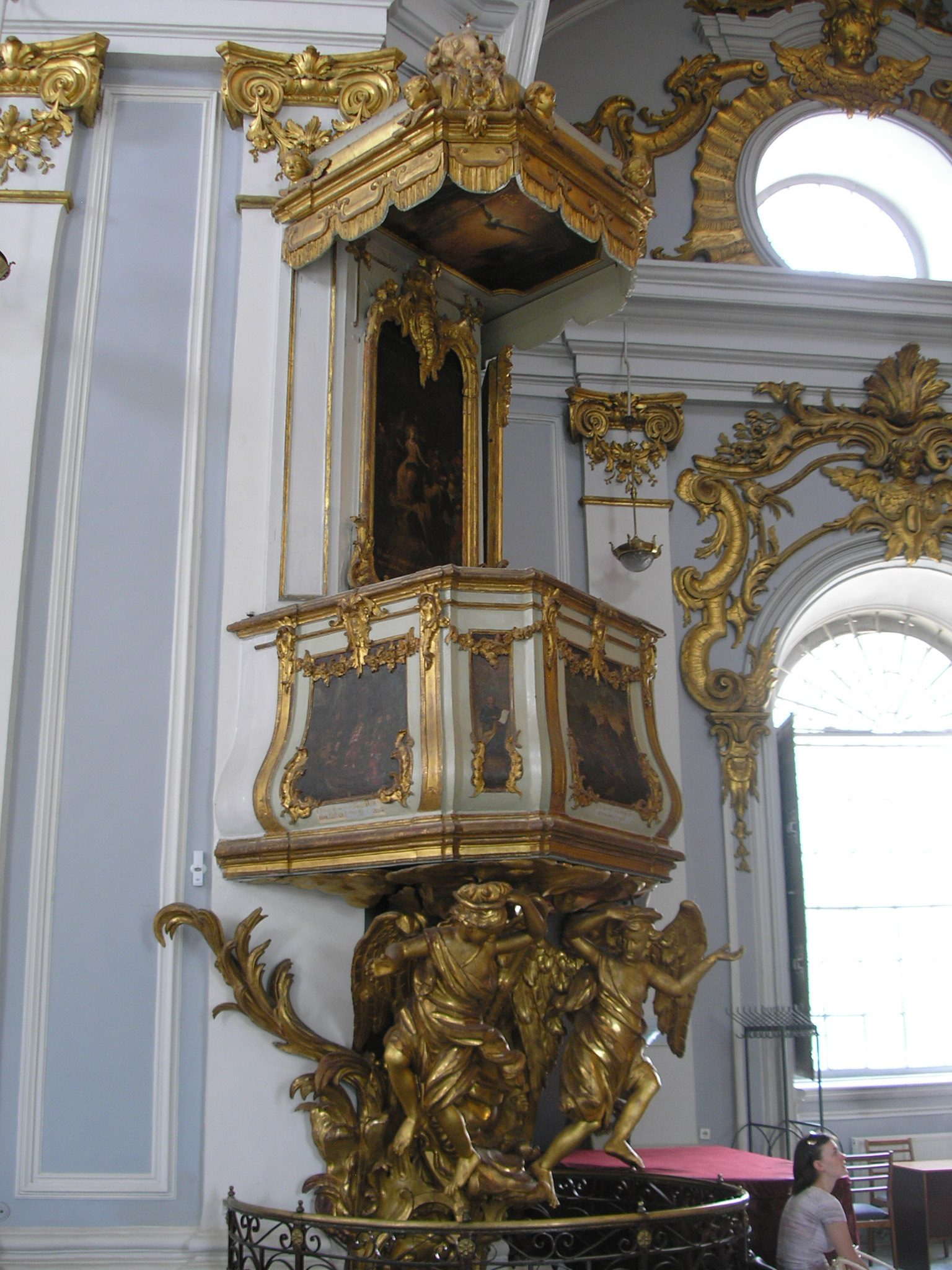
Kyrkans predikstol, något som sällan förekommer i östortodoxa kyrkor.
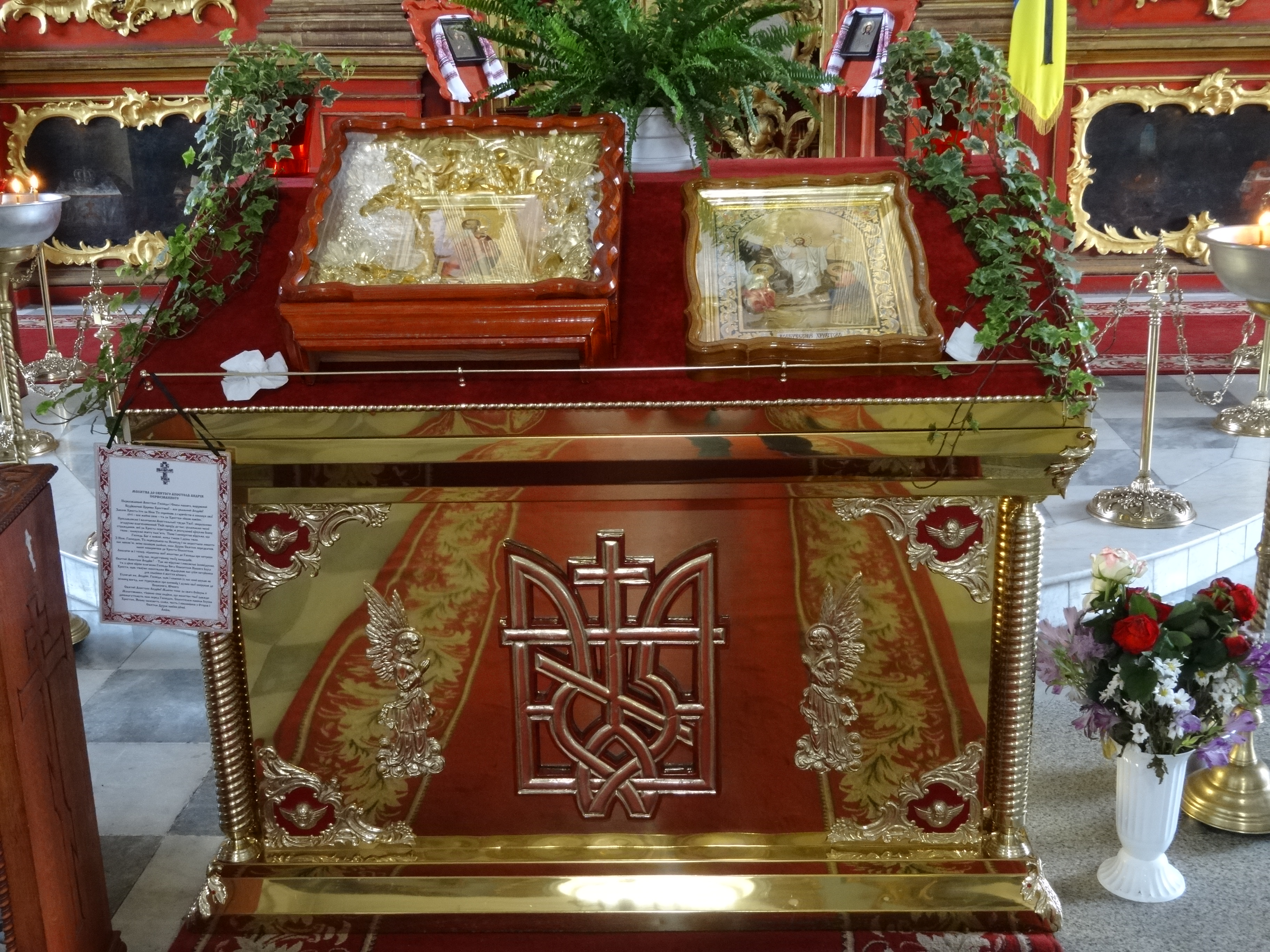
Altaret.
- En drönarvideo som visar kyrkan på utsidan.